# تومي بولن
تومي بولن (بالإنجليزية: Tommy Bolin)‏ هو عازف قيثارة جاز وملحن وعازف قيثارة أمريكي، ولد في 1 أغسطس 1951 في سيوكس سيتي في الولايات المتحدة، وتوفي في 4 ديسمبر 1976 في ميامي في الولايات المتحدة بسبب جرعة زائدة.

## وصلات خارجية
- تومي بولن على موقع IMDb (الإنجليزية)
- تومي بولن على موقع ميوزك برينز (الإنجليزية)
- تومي بولن على موقع أول ميوزيك (الإنجليزية)
- تومي بولن على موقع ديسكوغز (الإنجليزية)
- تومي بولن على موقع قاعدة بيانات الفيلم (الإنجليزية)